# Trevalga
Trevalga – wieś w Anglii, w Kornwalii. Leży 86 km na północny wschód od miasta Penzance i 334 km na zachód od Londynu. W 2001 miejscowość liczyła 83 mieszkańców.